# Bahnstrecke Saint-Florentin–Monéteau-Gurgy
| Bahnhof Cheu mit Gleisrest, 2010 |                      |                                                                      |                                                                      |
| Streckennummer (SNCF): | 764 000              |                                                                      |                                                                      |
| Kursbuchstrecke (SNCF): | 72/73 (P.O.)/(SNCF)  |                                                                      |                                                                      |
| Streckenlänge: | 26,2 km              |                                                                      |                                                                      |
| Spurweite: | 1435 mm (Normalspur) |                                                                      |                                                                      |
| Maximale Neigung: | 9 ‰                  |                                                                      |                                                                      |
| |                      |                                                                      |                                                                      |
| \| \| \| Bahnstrecke Saint-Julien–Saint-Florentin-Vergigny von Saint-Julien \| \| \| \| \| Bahnstrecke Paris–Marseille von Marseille \| \| \| \| 172,3 0,0 \| Saint-Florentin-Vergigny \| 105 m \| \| \| \| Bahnstrecke Paris–Marseille nach Paris-Gare de Lyon \| \| \| \| ~4,3 \| N 77 \| N 77 \| \| \| 5,9 \| Cheu \| 115 m \| \| \| ~6,6 \| Abzw. Chéu \| Abzw. Chéu \| \| \| \| ehem. Camp militaire de Chéu \| \| \| \| 7,1 \| LGV Sud-Est: Paris-Gare de Lyon–Marseille \| LGV Sud-Est: Paris-Gare de Lyon–Marseille \| \| \| ~10,0 \| Camp militaire de Jaulges \| Camp militaire de Jaulges \| \| \| \| ehem. Camp militaire de Varennes \| \| \| \| \| Tacot du Serein (Bahnstrecke Laroche–L’Isle-Angely) v. L’Isle-Angély \| \| \| \| 12,1 \| Pontigny \| 112 m \| \| \| ~12,2 \| N 77 \| N 77 \| \| \| 12,5 \| Serein (zerstört) \| Serein (zerstört) \| \| \| ~13,1 \| Tacot du Serein nach Laroche-Migennes \| Tacot du Serein nach Laroche-Migennes \| \| \| 15,7 \| Rouvray-Venouse \| 112 m \| \| \| 19,1 \| Héry \| 124 m \| \| \| \| Bahnstrecke Laroche-Migennes–Cosne von Laroche-Migennes \| \| \| \| 25,6 \| A 6 \| A 6 \| \| \| 26,2 168,3 \| Monéteau-Gurgy \| 103 m \| \| \| \| Bahnstrecke Laroche-Migennes–Cosne nach Cosne-sur-Loire \| \| |                      |                                                                      |                                                                      |
| |                      | Bahnstrecke Saint-Julien–Saint-Florentin-Vergigny von Saint-Julien   |                                                                      |
| Abzweig geradeaus und von links |                      | Bahnstrecke Paris–Marseille von Marseille                            | Bahnstrecke Paris–Marseille von Marseille                            |
| Bahnhof | 172,3 0,0            | Saint-Florentin-Vergigny                                             | 105 m                                                                |
| Abzweig ehemals geradeaus und nach rechts |                      | Bahnstrecke Paris–Marseille nach Paris-Gare de Lyon                  | Bahnstrecke Paris–Marseille nach Paris-Gare de Lyon                  |
| Bahnübergang (Strecke außer Betrieb) | ~4,3                 | N 77                                                                 | N 77                                                                 |
| Bahnhof (Strecke außer Betrieb) | 5,9                  | Cheu                                                                 | 115 m                                                                |
| | ~6,6                 | Abzw. Chéu                                                           | Abzw. Chéu                                                           |
| Strecke (außer Betrieb) · Dienststation / Betriebs- oder Güterbahnhof (Strecke außer Betrieb) |                      | ehem. Camp militaire de Chéu                                         | ehem. Camp militaire de Chéu                                         |
| Kreuzung geradeaus unten (Strecke geradeaus außer Betrieb) | 7,1                  | LGV Sud-Est: Paris-Gare de Lyon–Marseille                            | LGV Sud-Est: Paris-Gare de Lyon–Marseille                            |
| Abzweig geradeaus und von links (Strecke außer Betrieb) · Abzweig quer, nach rechts und von rechts (Strecke außer Betrieb) · Betriebs-/Güterbahnhof Streckenanfang und quer | ~10,0                | Camp militaire de Jaulges                                            | Camp militaire de Jaulges                                            |
| Strecke (außer Betrieb) · Betriebs-/Güterbahnhof Streckenende (Strecke außer Betrieb) |                      | ehem. Camp militaire de Varennes                                     | ehem. Camp militaire de Varennes                                     |
| Strecke · U-Bahn-Strecke von links (außer Betrieb) |                      | Tacot du Serein (Bahnstrecke Laroche–L’Isle-Angely) v. L’Isle-Angély | Tacot du Serein (Bahnstrecke Laroche–L’Isle-Angely) v. L’Isle-Angély |
| Bahnhof (Strecke außer Betrieb) · U-Bahn-Bahnhof | 12,1                 | Pontigny                                                             | 112 m                                                                |
| Bahnübergang (Strecke außer Betrieb) · U-Bahn-Bahnübergang | ~12,2                | N 77                                                                 | N 77                                                                 |
| Brücke über Wasserlauf (Strecke außer Betrieb) | 12,5                 | Serein (zerstört)                                                    | Serein (zerstört)                                                    |
| U-Bahn-Strecke quer · Kreuzung geradeaus oben · U-Bahn-Strecke nach rechts (außer Betrieb) | ~13,1                | Tacot du Serein nach Laroche-Migennes                                | Tacot du Serein nach Laroche-Migennes                                |
| Bahnhof (Strecke außer Betrieb) | 15,7                 | Rouvray-Venouse                                                      | 112 m                                                                |
| Bahnhof (Strecke außer Betrieb) | 19,1                 | Héry                                                                 | 124 m                                                                |
| Abzweig ehemals geradeaus und von rechts |                      | Bahnstrecke Laroche-Migennes–Cosne von Laroche-Migennes              | Bahnstrecke Laroche-Migennes–Cosne von Laroche-Migennes              |
| Strecke mit Straßenbrücke | 25,6                 | A 6                                                                  | A 6                                                                  |
| Bahnhof | 26,2 168,3           | Monéteau-Gurgy                                                       | 103 m                                                                |
| Strecke |                      | Bahnstrecke Laroche-Migennes–Cosne nach Cosne-sur-Loire              | Bahnstrecke Laroche-Migennes–Cosne nach Cosne-sur-Loire              |

Die Bahnstrecke Saint-Florentin–Monéteau-Gurgy ist eine ehemalige, 26 km lange, normalspurige, eingleisige, nicht elektrifizierte Eisenbahnstrecke in Frankreich. Sie wurde in den Jahren 1926 bis 1990 betrieben, zuletzt von der SNCF.

## Geschichte
Diese Strecke wurde nach dem Plan Freycinet des Politikers und Ministers für öffentliche Arbeiten Charles de Freycinet gebaut, mit dem das französische Eisenbahnnetz um 181 Strecken erweitert wurde. In diesem Plan ist sie unter der Nummer 26 als „von Auxerre nach Vitry-le-François, über oder bei Saint-Florentin, Troyes und Brienne“ beschrieben. Die Konzession für den Bau und Betrieb ging am 24. Februar 1910 an die Compagnie des chemins de fer de Paris à Lyon et à la Méditerranée (PLM), die in dieser Region schon zahlreiche Strecken besaß. Zwar wurde dieser Vertrag am 2. April des gleichen Jahres durch ein Gesetz genehmigt, doch dauerte es noch bis zum 19. März 1923, bis die endgültige Baugenehmigung vorlag. Obwohl die Strecke für ein zweites Gleis konzipiert worden war, wurde dies nie verlegt.
Die Strecke war bereits am 11. Oktober 1926 fertiggestellt und ging in Betrieb, aber aus wirtschaftlichen Gründen wurde sie bereits am 1. Juli 1932 für den Personenverkehr wieder geschlossen. Im Zweiten Weltkrieg wurden von der deutschen Armee auf dem südöstlichen Streckenabschnitt zwischen Pontigny und Monéteau-Gurgy die Gleise entnommen, um sie an anderer Stelle weiterzuverwenden. Entsprechend fand auch kein Warenverkehr mehr statt. Zuvor war am 7. Oktober 1943 ein deutscher Munitionszug von französischen Partisanen zur Explosion gebracht worden. Sieben von 14 Güterwagen wurden zerstört und aus den Gleisen gerissen. Dies war nach dem 25. August der zweite Anschlag von Untergrundkämpfern der Gruppe Partisans de Migennes. Die Gleise wurden nach dem Krieg nicht wieder ersetzt. Dieser Abschnitt zwischen Kilometer 12,5 und 24,5 wurde am 29. Oktober 1970 als Erster entwidmet. Der Warenverkehr auf der Reststrecke Saint-Florentin–Pontigny endete am 1. September 1990 und wurde zum 15. April 2002 entwidmet.
In Pontigny bestand Anschluss an die Sekundärbahn Tacot du Serein, die auf Meterspur im Tal der Serein von Laroche-Migennes kommend bis nach Chablis und von dort weiter bis L’Isle-Angély fuhr. Die 1887 eröffnete Strecke hatte bis 1951 Bestand und gehörte zu dem umfangreichen Netz der Société générale des chemins de fer économiques.
Der Bau der LGV Sud-Est-Trasse (Inbetriebnahme 1983) kreuzt die Strecke bei Bahnkilometer 7,1. Weil die Bahnstrecke Saint-Florentin–Monéteau-Gurgy zu dieser Zeit noch im Streckenbestand der SNCF war, wurde sie von der LGV überbrückt, sodass die alte Trasse als Gleisträger heute immer noch nutzbar ist.

## Strecke heute
Nahezu die gesamte ehemalige Strecke wurde in einen Freizeitweg umgewandelt. Fast alle Hochbauten wie die vier Unterwegsbahnhöfe, 17 Schrankenwärterhäuschen und Brücken sind noch erhalten und lassen den Baustil der Bahnarchitektur des beginnenden 20. Jahrhunderts nachvollziehen. Vereinzelt ist auch noch der PLM-Schriftzug auffindbar.